# Police Story (série)
Police Story (ou "Os Novos Centuriões" no Brasil) é uma série de televisão norte-americana antológica originalmente transmitida pela NBC, entre 1973 e 1978. Revolucionou a televisão Norte-Americana por ser o primeiro programa policial de ficção antológico. Ainda enquanto decorria a série, surgiram três spin-offs da mesma: O episódio "The Gamble", com Angie Dickinson, originou a série Police Woman (1974-1978), e a partir de outros episódios desenvolveram-se as séries Joe Forrester e Man Undercover.
A série venceu o prémio Emmy de melhor série dramática em 1976.

## Elenco
A série contou com numerosas participações de personalidades famosas: Ed Asner, David Janssen, Claude Akins, Robert Stack, Mike Connors, Stuart Whitman, Lenore Kasdorf, John Saxon, Cameron Mitchell, Martin Milner, Vince Edwards, Robert Forster, Jan-Michael Vincent, Alex Cord, George Maharis, Wayne Maunder, Howard Duff, Chad Everett, Don Meredith, Sylvester Stallone, Michael Cole, Joe Garagiola, Eddie Egan.